# Salitre
Salitre este un oraș în statul Ceará (CE) din Brazilia. Este singurul oraș care se află la granița cu statele Piauí și Bahia.